# Tarik Hodžić
Tarik Hodžić (Sarajevo, 1 december 1951) is een Bosnisch voormalig betaald voetballer. Hij speelde bij grote clubs als Galatasaray, maar mocht nooit uitkomen voor zijn land. Hij werd ook al bij Galatasaray in de Süper Lig topscorer met 16 doelpunten. In 1997 had hij ook voor enkele wedstrijden de ploeg FK Željezničar Sarajevo getraind waar hij zijn voetbalcarrière begon.